# Rakousko na Letních olympijských hrách 1904
Rakousko na Letních olympijských hrách 1904 v americkém Saint Louis reprezentovali 2 muži ve 2 sportech.

## Medailisté
| Medaile | Jméno      | Sport   | Disciplína                |
| ------- | ---------- | ------- | ------------------------- |
| Bronz   | Otto Wahle | Plavání | Muži 440 yardu volný styl |